# Vipiellus australiensis
Vipiellus australiensis är en stekelart som först beskrevs av Szepligeti 1905.  Vipiellus australiensis ingår i släktet Vipiellus och familjen bracksteklar. Inga underarter finns listade i Catalogue of Life.